# Between Darkness and Wonder
Between Darkness and Wonder è il quarto album discografico del gruppo musicale inglese Lamb, pubblicato il 3 novembre 2003.

## Tracce
1. Darkness – 4:59
2. Stronger – 3:14
3. Sugar 5 – 3:54
4. Angelica – 3:41
5. Till the Clouds Clear – 4:28
6. Wonder – 5:21
7. Sun – 3:00
8. Learn – 2:12
9. Please – 4:33
10. Open Up – 4:48
11. Hearts and Flowers – 5:22